# SV Sandhausen
SV Sandhausen – niemiecki klub piłkarski z siedzibą w Sandhausen.

## Historia herbu

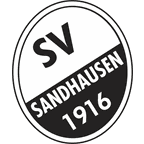
1916-1945, 1951-2000
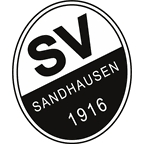
2000-30.06.2015.gif
Od 01.07.2015

## Sukcesy
- Mistrzostwo Niemiec Amatorów: 1978, 1993
- Wicemistrzostwo Niemiec Amatorów: 1977
- Mistrzostwo Oberligi Badenia-Wirtembergia: 1981, 1985, 1987, 1995, 2000, 2007
- Puchar Badenii: 1977, 1978, 1979, 1981, 1982, 1983, 1985, 1986, 1995, 2006, 2007, 2010, 2011
- Mistrzostwo 3. Ligi: 2012
- Awans do 2. Bundesligi: 2012

## Obecny skład
Stan na 19 sierpnia 2021 r.
| Nr | Poz. | Piłkarz            |
| -- | ---- | ------------------ |
| 1  | BR   | Patrick Drewes     |
| 2  | OB   | Aleksandr Zhirov   |
| 5  | PO   | Carlo Sickinger    |
| 7  | PO   | Cebio Soukou       |
| 8  | PO   | Christian Kinsombi |
| 9  | NA   | Daniel Keita-Ruel  |
| 10 | PO   | Julius Biada       |
| 11 | PO   | Gianluca Gaudino   |
| 13 | BR   | Rick Wulle         |
| 14 | OB   | Tim Kister         |
| 15 | OB   | Immanuel Höhn      |
| 17 | PO   | Erik Zenga         |

| Nr | Poz. | Piłkarz                                     |
| -- | ---- | ------------------------------------------- |
| 18 | OB   | Dennis Diekmeier (Kapitan)                  |
| 19 | OB   | Bashkim Ajdini                              |
| 20 | PO   | Anas Ouahim                                 |
| 22 | PO   | Marcel Ritzmaier                            |
| 23 | PO   | Christian Conteh (Wypożyczony z Feyenoordu) |
| 25 | OB   | Oumar Diakhité                              |
| 26 | PO   | Janik Bachmann                              |
| 27 | OB   | Arne Sicker                                 |
| 30 | NA   | Alexander Esswein                           |
| 36 | OB   | Chima Okoroji                               |
| 37 | NA   | Pascal Testroet                             |
| 40 | BR   | Benedikt Grawe                              |